# Pjatidoroschnoje
Pjatidoroschnoje (russisch Пятидоро́жное, bis 1947 Bladiau, polnisch Bledziewo, litauisch Bladuva) ist eine Siedlung in der russischen Oblast Kaliningrad. Sie gehört zur kommunalen Selbstverwaltungseinheit Stadtkreis Bagrationowsk im Rajon Bagrationowsk.

## Geographie
Das Dorf liegt in der historischen Region Ostpreußen, etwa 35 Kilometer südwestlich von Kaliningrad (Königsberg), elf Kilometer nordöstlich von Mamonowo (bis 1947 Heiligenbeil) und neun Kilometer südöstlich von Laduschkin (Ludwigsort). Bis zur Küste des Frischen Haffs  sind es sechs Kilometer. Die russisch-polnische Grenze liegt 15 Kilometer entfernt. 

## Ortsname
Der heutige Name des früheren Bladiau leitet sich von den fünf Straßen (russisch pjat dorog) ab, die sich im Ort treffen und von Mamonowo (bis 1947 Heiligenbeil), Snamenka (Groß Hoppenbruch), Primorskoje (Wolittnick), Laduschkin (Ludwigsort) und Nowosjolowo (Groß Rödersdorf) kommen.

## Geschichte

Bladiau, südwestlich von Königsberg i. Pr. und nordöstlich von Heiligenbeil, auf einer Landkarte von 1910

Das Gründungsjahr von Bladiau ist 1337. Bis 1945 gehörte der Ort zum Landkreis Heiligenbeil des Regierungsbezirkes Königsberg in der preußischen Provinz Ostpreußen. Das zuständige Amtsgericht befand sich in Heiligenbeil.
Im Jahre 1874 wurde aus den beiden Gemeinden Bladiau und Lank (heute Iljitschjowka) der Amtsbezirk Bladiau gebildet, der bis 1945 bestand. 1932 wurde die Gemeinde Quilitten (Teil des heutigen Schukowka) nach Bladiau eingemeindet.
Im Jahre 1885 zählte Bladiau 1465 Einwohner. Ihre Zahl sank bis 1910 auf 1234 ab, betrug 1933 noch 1228 und 1939 noch 1217.
Gegen Ende des Zweiten Weltkrieges wurde Bladiau im Frühjahr 1945 von der Roten Armee  besetzt und anschließend zusammen mit der nördlichen Hälfte Ostpreußens von der Sowjetunion besatzungsrechtlich in eigene Verwaltung genommen. 1947 wurde die russische amtlichen Bezeichnung Pjatidoroschnoje eingeführt. Gleichzeitig wurde der Ort Sitz eines Dorfsowjets. Von 2008 bis 2016 gehörte Pjatidoroschnoje zur Landgemeinde Pogranitschnoje selskoje posselenije und seither zum Stadtkreis Bagrationowsk.

### Pjatidoroschny selski Sowet/okrug 1947–2008
Der Dorfsowjet Pjatidoroschny selski Sowet (ru. Пятидорожный сельский Совет) wurde im Juni 1947 eingerichtet. Im Jahr 1954 wurde der Nowo-Moskowski selski Sowet an den Pjatidoroschny selski Sowet angeschlossen. Bis zum Jahr 1962 lag er im Rajon Laduschkin. Nach dessen Auflösung gelangte der Dorfsowjet in den Rajon Bagrationowsk. Spätestens dann gelangten vermutlich die meisten Orte des im Jahr 1954 angeschlossenen Nowo-Moskowski selski Sowet in den Pogranitschny selski Sowet. Nach dem Zerfall der Sowjetunion bestand die Verwaltungseinheit als Dorfbezirk Pjatidoroschny selski okrug (ru. Пятидорожный сельский округ). Im Jahr 2008 wurden die Orte des Dorfbezirks in die neu gebildete Landgemeinde Pogranitschnoje selskoje posselenije eingegliedert.
| Ortsname                                     | Name bis 1947/50                   | Bemerkungen |
| -------------------------------------------- | ---------------------------------- | --- |
| Kunzewo (Кунцево)                            | Weßlienen                          | Der Ort wurde 1950 (in Wyssokoje) umbenannt.                                                                            |
| Losowoje (Лозовое)                           | Kahlholz                           | Der Ort wurde 1947 umbenannt und gehörte zunächst zum Dorfsowjet Mamonowski. Er wurde vor 1975 verlassen.               |
| Moskowskoje (Московское)                     | Partheinen                         | Der Ort wurde 1947 umbenannt.                                                                                           |
| Nekrassowo (Некрасово), ab 1993: Moskowskoje | Mükühnen                           | Der Ort wurde 1950 umbenannt und vor 1975 an den Ort Moskowskoje angeschlossen.                                         |
| Nowosjolowo (Новосёлово)                     | Groß Rödersdorf                    | Der Ort wurde 1947 umbenannt und gehörte zunächst zum Dorfsowjet Nowo-Moskowski.                                        |
| Pjatidoroschnoje (Пятидорожное)              | Bladiau                            | Verwaltungssitz |
| Primorskoje (Приморское)                     | Wolittnick                         | Der Ort wurde 1947 umbenannt.                                                                                           |
| Rybakowo (Рыбаково)                          | Follendorf                         | Der Ort wurde 1947 umbenannt und gehörte zunächst zum Dorfsowjet Mamonowski. Er wurde vor 1975 verlassen.               |
| Schukowka (Жуковка)                          | Quilitten                          | Der Ort wurde 1947 umbenannt.                                                                                           |
| Snamenka (Знаменка)                          | Groß Hoppenbruch                   | Der Ort wurde 1947 umbenannt.                                                                                           |
| Timirjasewo (Тимирязево)                     | Newecken, Poplanken und Rauschnick | Der Ort wurde 1950 umbenannt.                                                                                           |
| Tropinino (Тропинино)                        | Heide, Kreis Heiligenbeil          | Der Ort wurde 1950 umbenannt und gehörte zunächst zum Dorfsowjet Nowo-Moskowski.                                        |
| Utkino (Уткино)                              | Wolitta                            | Der Ort wurde 1950 umbenannt und vor 1975 verlassen.                                                                    |
| Wessjoloje (Весёлое)                         | Balga (Ort)                        | Der Ort wurde 1947 umbenannt und gehörte zunächst zum Dorfsowjet Mamonowski: Er verlor vor 1988 seine Eigenständigkeit. |

Der 1947 umbenannte Ort Bogdanowka (Jürkendorf) wurde ebenfalls zunächst in den Pjatidoroschny selski Sowet eingeordnet, kam dann (vor 1975) aber zum Stadtsowjet Mamonowski gorodskoi Sowet. 

## Verkehr
Pjatidoroschnoje liegt an der Fernstraße A194 (zugleich Europastraße 28, ehemalige deutsche Reichsstraße 1). 
Die nächste Bahnstation ist das 6 Kilometer entfernte Primorskoje (Wolittnick) an der Bahnstrecke Kaliningrad–Mamonowo, einem Abschnitt der früheren Preußischen Ostbahn.

## Kirche

### Kirchengebäude
Ein Kirchengebäude gab es in Bladiau vermutlich bereits 1337. Im Jahre 1735 wurde das Gotteshaus durch einen Brand stark beschädigt, danach aber wiederhergestellt. Das Kircheninnere überspannte eine bemalte Holzdecke von 1700, es gab wertvolle Beichtstühle sowie eine Gutsempore mit Gutsgestühl. Am Altar war Schnitzkunst mit der Figurengruppe Maria und Johannes unter dem Kreuz Jesu zu sehen. Der schwebende Taufengel war von Isaak Riga (1700).
Durch Artilleriebeschuss wurde die Kirche im Jahre 1945 stark zerstört, besonders der Turm. Nach 1975 sprengte man die Gebäudereste und beseitigte die Trümmer. Nur die Kirchenmauer mit dem Denkmal für die Gefallenen aus dem Ersten Weltkrieg blieb stehen. 1994 errichtete eine Gruppe von deutschen und russischen Studierenden unter der Leitung von Ernst von Glasow (ehemals Schulkind in Bladiau) ein Holzkreuz auf dem Platz der ehemaligen Kirche.
Von der Kirche überlebten zwei Glocken auf dem Hamburger Glockenfriedhof. Eine läutet heute in Stockheim, die andere kam in die Marienkirche in Geestemünde, wurde jedoch 1994 nach einer Beschädigung stillgelegt und leihweise an das Ostpreußische Landesmuseum in Lüneburg abgegeben. Auch der Taufstein ist erhalten und befindet sich in einem privaten Museum in Pogranitschny (Hermsdorf).

### Kirchengemeinde
Bladiau ist bereits 1399 als Kirchdorf erwähnt. Bis 1945 gehörte es zum Kirchenkreis Heiligenbeil der Kirchenprovinz Ostpreußen der evangelischen Kirche der Altpreußischen Union. Im Evangelischen Zentralarchiv in Berlin-Kreuzberg ist das Bestattungsbuch der Jahre 1859 bis 1873 der Pfarre Bladiau vorhanden.

### Kirchspiel
Das großflächige Kirchspiel Bladiau zählte 46 Ortschaften und reichte im Nordwesten an die Bahnlinie Heiligenbeil – Königsberg (Preußen), im Südosten bis an die frühere Reichsautobahn Berlin–Königsberg und heutige russische Regionalstraße 27A-002 (ex R 516).
Zu den Kirchspielorten gehörten (* = Schulorte):
- Baumgart
- Bladiau* (Pjatidoroschnoje)
- Bolbitten
- Dösenbruch
- Fedderau
- Fuchsberg
- Groß Rödersdorf* (Nowosjolowo)
- (Groß) Windkeim*
- Grund
- Grünwiese* (Berjosowka)
- Haselau (Bogdanowka)
- Heide b. Fedderau (Tropinino)
- Heide b. Pottlitten
- Jarft
- Jarftthal
- Jürkendorf (Bogdanowka)
- Kaul
- Kirscheiten
- Klein Rödersdorf
- Klein Windkeim
- Königsdorf*
- Lank* (Iljitschowka)
mit Lankhof
- Lokehnen (Jablotschkino)
- Mühlenwalde
- Mükühnen (Moskowskoje)
- Packerau (Jasnoje)
- Pammern
- Pannwitz
- Paplauken (Timirjasewo)
- Partheinen* (Moskowskoje)
m. Milchbude
- (Adlig) Pohren (Rasdolnoje)
- Pottlitten (Perwomaiskoje)
- Quilitten (Schukowka)
- Rauschnick (Timirjasewo)
- Rejothen
- Sandkrug
- Schölen (Wetrowo)
- Schreinen
- Stuthenen
- Wangnieskeim*
- Warnikam
- Wedderau
- Weißer Falke
- Weßlienen (Kunzewo)
- Wolittnick (Primorskoje)

### Pfarrer bis 1945
Bis 1801 waren im Kirchspiel Bladiau zwei Geistliche tätig, zwischen 1888 und 1926 wurde dem Pfarrer ein Hilfsprediger zur Seite gestellt:
- Frantz Freudenhammer, 1531
- Andreas Finkelthaus, 1538
- Andreas Bierwohl, bis 1595
- Sebastian Pole, 1579–1597
- Johann Hönicke, 1595–1631
- Heinrich Steinwarter, 1607–1609
- Christoph Teuschner, 1609
- Erdmann Schmeller
- David Dargatz, 1631–1654
- Conrad Schepelius, ab 1654
- Bernhard Struwius, 1665–1668
- Heinrich Koncius (Kuntzius), bis 1673
- Salomo Rundstädt, 1676–1701
- Johann Birnbaum, bis 1678
- Wilhelm Sartorius, 1678–1705
- Daniel Hintz, 1702–1705
- Sigismund Schlesiger, 1705–1715
- Johann Ludwig Wahl, 1705–1730
- Michael Hein, 1717–1744
- George Heinrich Nicolai, 1731–1751
- Gottfried Walter, 1744–1763
- Gottfried Fritsch, ab 1752
- Johann Daniel Krantz, 1763–1776
- Christian Gottlieb Ferlo, 1777–1784
- Christian Gottlieb Wolff, 1779–1802
- Friedrich Ludwig Bruno, 1785–1786
- Ernst Christian Myr, 1787–1791
- Johann David Schurich, 1791–1801
- Christian B. Fabricius, ab 1803
- Otto Ferdinand Dittrich, 1835–1840
- Carl Ernst Dittrich, ab 1840
- Karl Ludwig Volkmann, 1853–1860
- Friedrich Wilhelm Julius Kleist, 1860–1886[A 3]
- Julius Th. V. Migge, 1888–1889
- Carl Louis E. Winkler, 1889–1905
- Paul Johannes Glage, 1890–1894
- Gottfried H.J. Podlech, 1894–1898
- Paul R. G. Schlecht, 1898–1899
- Otto Gerß, ab 1900
- Ernst Ludwig Bartsch, ab 1902
- Paul Johannes Glage, 1905–1934
- Oskar Arthur Siegmund, 1906–1908
- Ernst Wachhausen, 1908–1919
- Eugen Gatz, ab 1923
- Walter Horn, 1925–1926
- Heinrich Geiger, 1934–1945

## Persönlichkeiten
- Johann Christoph Döbel (* 9. Dezember 1640 in Bladiau; † 1713 in Berlin), deutscher Bildhauer
- Christian Gottlieb Röckner (* 5. Mai 1766 in Bladiau; † 1. Juni 1828 in Marienwerder), lutherischer Feldpropst